# Jacques Mareuil
Pour les articles homonymes, voir Mareuil.
Jacques Mareuil (de son vrai nom Xavier Jean André, né le 7 juin 1917 à Brest et mort le 22 février 2003 à Mougins) est un acteur, auteur, et parolier français.

## Biographie
Après avoir étudié au Collège Sainte-Croix de Neuilly où il obtient le baccalauréat en 1936, il obtient un premier prix de comédie au Conservatoire de Versailles. Il épouse Lisette Jambel avec qui il a un fils. Il rencontre Sacha Guitry qui lui donne son pseudonyme : Jacques Mareuil, et est engagé au Théâtre des Bouffes-Parisiens, puis fait une tournée en Amérique du Sud, avant de revenir dans les cabarets parisiens, et mener une double carrière d'auteur et d'interprète. On lui doit de nombreuses chansons pour Charles Aznavour, Les Frères Jacques ou Annie Cordy.
Il est Chevalier de la Légion d'Honneur et Chevalier de l'Ordre du Mérite.

## Chansons (Liste non exhaustive)
- Adieu mon amour, musique de L. Rossi
- A la Garenne-Bezons, musique de Georges Liferman, interprétée par Henri Genès (1956)
- Ça ira mieux demain (de l'opérette Nini la chance), musique de Georges Liferman, interprétée par Annie Cordy (1976)
- Calamity, musique de A. Canfora, interprétée par Annie Cordy
- Caramela, musique de Georges Liferman, interprétée par Annie Cordy
- Choucrouten tango, musique de Georges Liferman, interprétée par Annie Cordy
- Evelyne, musique de Georges Liferman, interprétée par Lisette Jambel (1951)
- Fallait m'le dire, musique de Jo Baselli et A. Canfora, interprétée par Annie Cordy
- Hector, musique de Georges Liferman, interprétée par Henri Genès
- Je n'sais pas dire non, musique de Georges Liferman, interprétée par Henri Genès (1955)
- Je vends des fleurettes, musique de Daniel White, interprétée par Lisette Jambel
- J't'aimerai pas plus, musique de André Paté, interprétée par Colette Renard
- Jules, musique de Fred Freed, interprétée par Henri Genès
- La grosse tête, musique de Georges Liferman, interprétée par Les Frères Jacques
- La java chinoise, musique de Georges Liferman, interprétée par Henri Genès
- La Lune est morte (Pleurez Pierrots, poètes et chats noirs), musique de Georges Liferman, interprétée par Les Frères Jacques (1968)
- La Nuit fait grève, paroles de Jacques Mareuil, Maurice Tézé et Hector Rawson, musique de Jacques Mareuil (1941)
- Le bal à Tonton, musique de Georges Liferman, interprétée par Annie Cordy
- Le chef d'orchestre est amoureux, musique de Georges Liferman) interprétée par Yves Montand (1953)
- L'enfant de Paris, musique de Jean-Pierre Mottier, interprétée par Yves Montand
- Les catcheurs, musique de Georges Liferman, interprétée par Les Frères Jacques (1961)
- Les demoiselles de Robinson, musique de Jack Ledru, interprétée par Les sœurs Étienne
- Les enfants de la Garonne, musique de georges Liferman, interprétée par Henri Genès
- Les mordus du music-hall, musique de Daniel White, interprétée par Les Frères Jacques
- Maria Bonita, paroles de Jacques Mareuil et André Hornez, Musique de Augustin Lara, interprétée par Luis Mariano (1947)
- Nana, musique de Maurice Dehette et Maurice Alexander, interprétée par Bourvil
- Nini la chance, musique de Georges Liferman, interprétée par Annie Cordy (1976)
- Nounours, musique de Charles Aznavour, interprétée par Régine (1964)
- Oh ! Lady Bigoudi, musique de Charles Aznavour, interprétée par Annie Cordy
- Oh ! Monsieur Plume, musique de R. Jonard, interprétée par Adrien Adrius
- On peut... on n'peut pas, musique de Guy Lafarge, interprétée par Félix Paquet (1954)
- Pedro, musique de Siegel Jr. et A. Canfora, interprétée par Annie Cordy
- Ras l'bol, musique de Jean-Pierre Mottier, , interprétée par Henri Genès
- Rendez-vous au Pam-pam, paroles de Jacques Mareuil et Roger Pierre, musique de Florence Véran (1954)
- Sidi bel Abès, musique de Georges Liferman, interprétée par Henri Genès (1952)
- Si les mois n'avaient que vingt jours, musique de Georges Liferman, interprétée par Annie Cordy
- Tata Yoyo, musique de Gérard Gustin, interprétée par Annie Cordy (1980)
- T'auras ton sapin, musique de G. Roussel, interprétée par Annie Cordy
- Trousse chemise, musique Charles Aznavour, paroles de Jacques Mareuil[3], interprétée par Charles Aznavour (1962)
- Tu m'as voulue, musique de Lindt Ström, interprétée par Annie Cordy
- Viens prendre un verre, paroles de A. Bruno et J. Mareuil, musique de J. Larue et G. Gésina, interprétée par Annie Cordy
- Y'a plus de Jules, musique de Jean-Pierre Mottier, interprétée par Annie Cordy

## Filmographie

### Cinéma
- 1945 : Vingt-quatre Heures de perm' de Maurice Cloche
- 1950 : Adémaï au poteau-frontière de Paul Colline
- 1960 : Le Mouton de Pierre Chevalier - L'inspecteur Martial
- 1961 : L'Affaire Nina B. de Robert Siodmak
- 1961 : En votre âme et conscience ou Jugez-les bien  - Plogoff

### Télévision
- 1974 : Jean Pinot, médecin d'aujourd'hui de Michel Fermaud
- 1977 : Dossier danger immédiat (Épisode "En verre et contre tous") de Claude Barma
- Au théâtre ce soir : 
  - 1971 : S.O.S. homme seul de Jacques Vilfrid et Jean Girault, mise en scène Michel Vocoret, réalisation Pierre Sabbagh, Théâtre Marigny -  Van der Moots
  - 1970 : La Roulotte de Michel Duran, mise en scène Alfred Pasquali, réalisation Pierre Sabbagh, Théâtre Marigny -  Védrines
  - 1968 : Boléro, mise en scène Fred Pasquali, réalisation Pierre Sabbagh, Théâtre Marigny - Le professeur Archambaud

## Théâtre
- 1962 : Deux femmes sur les bras de Jacques Mareuil, mise en scène Jacques Mareuil
- 1967 : Pic et Pioche de Raymond Vincy, mise en scène Robert Thom (acteur)
- 1968 : Rendez-vous à Paris (opérette) de Georges Liferman (co-auteur du livret avec Dominique Tirmon)
- 1969 : S.O.S. homme seul... de Jacques Vilfrid, mise en scène Michel Vocoret (acteur)
- 1969-1970 : Le Marchand de soleil de Robert Manuel, livret de Robert Thomas, paroles de Jacques Mareuil, musique d'Henri Betti, Théâtre Mogador
- 1970 : Un sale égoïste de Françoise Dorin, mise en scène Michel Roux (acteur)
- 1976 : Nini la chance, musique de Georges Liferman, mise en scène Raymond Vogel (livret)
- 1976 : Trafalgar, musique de Gérard Calvi (livret)
- 1982 : Envoyez la musique, comédie musicale de Jacques Mareuil et Gérard Gustin, mise en scène de Raymond Vogel au Théâtre de la Porte-Saint-Martin
- 1984 : La Mélodie des strapontins musique Gérard Calvi (parolier)